# Rez (utwór)
Rez – utwór zespołu Underworld, wydany jako singel w 1993 (Wielka Brytania) i 1994 (USA) roku. Nie znalazł się na żadnym albumie studyjnym, a jedynie na kilku kompilacjach.
17 lipca 1993 roku zadebiutował na 2. miejscu listy Top 60 Dance Singles tygodnika Music Week.

## Utwór

### Wersja brytyjska
„Rez” ukazał się w Wielkiej Brytanii nakładem Junior Boy's Own jako singel winylowy 12”, 33 ⅓ RPM.
| A. | Rez Smith/Hyde      | 9:55  |
|    |                     |       |
| B. | Cow Girl Smith/Hyde | 9:23  |
|    |                     |       |
|    |                     | 19:18 |
|    |                     |       |
Miks i produkcja – Underworld w Lemonworld Studios

### Wersja amerykańska
„Rez” ukazał się rok później w Stanach Zjednoczonych nakładem Wax Trax!/TVT również jako singel winylowy 12”, 33 ⅓ RPM, ale z inną okładką i zmienioną kolejnością utworów.
| A. | Cowgirl | 8:55  |
|    |         |       |
| B. | Rez     | 9:55  |
|    |         |       |
|    |         | 18:50 |
|    |         |       |

### Wydanie 2003
W 2003 roku utwór znalazł się na albumie kompilacyjnym zespołu, 1992–2002, zawierającym jego największe przeboje z lat 1992–2002.

### Wydanie 2014
6 października 2014 roku album Dubnobasswithmyheadman został wydany ponownie, po 20 latach od czasu premiery, jako Super Deluxe Edition; „Rez” znalazł się na jednej z 5 płyt CD tego box setu, Singles 1991–1994.
W tym samym dniu i z tej samej okazji ukazała się nakładem Universal Music Catalogue zremasterowana (w Abbey Road Studios), limitowana singlowa 12” edycja utworów „Rez”/„Cowgirl” na żółtym winylu 180 g. 
| A. | Rez                                      | 9:58  |
|    |                                          |       |
| B. | Cowgirl (Alt Cowgirl C69 Mix From A1564) | 10:10 |
|    |                                          |       |
|    |                                          | 20:08 |
|    |                                          |       |

### Inne
Utwór znalazł się na ścieżce muzycznej filmu Vanilla Sky z 2001 roku.

## Odbiór

### Opinie krytyków
W komentarzu redakcyjnym magazynu Billboard z 2013 roku utwór określony został jako „klasyk muzyki elektronicznej”, będący „otwartym zaproszeniem do pewnego rodzaju lśniącego doświadczenia, czy to na boisku, w klubie, czy na kanapie”.
Utwór zwrócił również uwagę szeregu krytyków oceniających jubileuszowe wydanie Dubnobasswithmyheadman z 2014 roku:
Nick Neyland z magazynu Pitchfork określił Rez (zamieszczony na jednej z płyt Super Deluxe Edition) jako „mocną część ich [zespołu] tożsamości”, zwłaszcza w wykonaniu na żywo, razem z Cowgirl, oraz jako „bogactwo”, które zespół miał rękach, a które ostatecznie nie zostało umieszczone na żadnym albumie studyjnym.
Podobnie uważa Ian Mathers z magazynu PopMatters nazywając Rez utworem „nieśmiertelnym” i „tak dobrym, że można by żałować, gdyby nie znalazł się w zestawie [singli wydania Deluxe]”.
Zdaniem Phila Smitha z magazynu Record Collector „Rez nadal brzmi cudownie”
Według Garry’ego Mulhollanda z magazynu Uncut „'Rez' to moment Eureki Underworld; niemalże 'Baba O’Riley' – syntezatorowa oscylacja, stopniowo rozwijająca się w elegancką, falującą epikę”.
W opinii Chrisa Todda z The Line of Best Fit Rez jest jednym z „najlepszych utworów Underworld” i „klasą mistrzowską w sztuce budowania techno”.

### Listy tygodniowe
| Kraj            | Lista                | Pozycja |
| --------------- | -------------------- | ------- |
| Wielka Brytania | 60 Top Dance Singles | 2       |